# 王永利 (银行家)
王永利（1964年4月—），山东省海阳县人，中华人民共和国政治人物、银行家。

## 生平
1984年，毕业于杭州商学院（现浙江工商大学）会计系。1987年7月，在中国人民大学获得经济学硕士学位，之后任教于中国人民大学会计系。1989年5月加入中国银行，1997年4月至1999年11月，先后任总行财会部、资产负债管理部副总经理、总经理；1999年11月，任中国银行福建省分行常务副行长。2001年4月，任中国银行福建省分行行长。2002年5月至2004年1月，任中国银行河北省分行行长。2003年11月，任中国银行行长助理。2004年8月，任中国银行股份有限公司行长助理。2005年7月，在厦门大学获得经济学博士学位。2006年8月，任中国银行股份有限公司副行长。2012年2月15日，任中国银行股份有限公司执行董事，任期三年。2014年4月16日，王永利辞任中国银行职务。2015年8月起，担任乐视集团高级副总裁，负责互联网金融业务。